# Megachile selenostoma
Megachile selenostoma är en biart som beskrevs av Cockerell 1931. Megachile selenostoma ingår i släktet tapetserarbin, och familjen buksamlarbin. Inga underarter finns listade i Catalogue of Life.